# Apparizione della Madonna col Bambino ai santi Giovanni Battista ed Evangelista
L'Apparizione della Madonna col Bambino ai santi Giovanni Battista ed Evangelista è un dipinto a olio su tavola trasportato su tela (176x174 cm) di Dosso Dossi, databile al 1522-1524 circa e conservato nella Galleria degli Uffizi di Firenze.

## Storia
L'opera proviene dal duomo di Codigoro. Già in condizioni mediocri, venne restaurata nel 1975 riscoprendone le qualità e consolidando l'attribuzione a Dosso.

## Descrizione e stile
Da una nube, entro un nimbo luminoso, la Madonna col Bambino e alcuni angioletti appaiono ai santi Giovanni Battista e Giovanni evangelista, figure monumentali nella metà inferiore del dipinto. I due santi sono riconoscibili da una profusione di attributi iconografici: il Battista per la veste da eremita, il bastone a croce col cartiglio "Ecce Agus Dei" e il libro che consulta, essendo il predecessore di Cristo, come a leggere nelle profezie delle Sacre Scritture l'imminente arrivo del Salvatore, mentre un secondo libro si trova ai suoi piedi, forse un tema controriformato legati ai falsi profeti; l'evangelista invece ha il proprio vangelo sottobraccio e tiene in mano un calice da cui esce un serpentello, allusione al suo miracolo con cui scoprì una bevanda avvelenata.
Sullo sfondo si intravede un paesaggio con alberi a batuffolo, tipico elemento fantastico dell'arte di Dosso. Nel complesso spicca la costruzione compositiva che privilegia le figure dei santi, i quali possiedono una ferma collocazione nello spazio, una posa dinamica e una precisa definizione anatomica. Tali caratteristiche, assieme ad alcuni residuo di giorgionismo, fanno datare l'opera al quarto decennio del Cinquecento.
L'opera venne danneggiata dall'attentato di via dei Georgofili del 27 maggio 1993, la cui onda d'urto investi la tela di micro detriti e ne provocò la scollatura, con alto rischio di cadute di colore. Il restauro consolidò il supporto e tolse anche l'antica vernice giallastra, ritrovando l'originaria qualità dei pigmenti.